# 硬膜下血腫
硬膜下血腫（ こうまくかけっしゅ、英: subdural hematoma、SDH ）は、脳を囲む硬膜の内層と髄膜のくも膜との間に血液が溜まった状態である。症状としては頭痛、混乱、性格の変化、意識喪失などがあげられる。合併症には、脳ヘルニアやてんかん発作などがあげられる。
硬膜下血腫は通常、外傷性脳損傷により硬膜下腔を横切る架橋静脈に裂傷が生じることによりおこる。小児の場合、外傷は偶発的または意図的に発生する可能性がある。外傷に関連しない原因には、抗凝血剤、動脈瘤、脳腫瘍、腰椎穿刺後、自然発生、などがあげられる。アルコール依存症は危険因子の1つである。診断は一般的にCTスキャンによっておこなわれる。
特に出血が突然始まり出血量が多い場合には、手術による治療が必要になる。手術には通常、開頭術または穿頭術が含まれる。小さい硬膜下血腫の場合は、注意深く経過観察される。
急性硬膜下血腫は、重度の頭部外傷患者の5～25％に影響する。慢性硬膜下血腫は、年間10万人あたり約3人の割合で発症する。若者や高齢者に多く発症する。急性硬膜下血腫は、症例の50～90％が死に至る。亜急性および慢性硬膜下血腫は、転帰良好につながる。